# Mesosom
Mesosom betecknar en lamellär invagination (en invikning) av cellmembranen hos prokaryota celler (bakterier). Mesosomen tillskrevs tidigare flera olika funktioner, såsom platsen för bildandet av cellväggen under celldelningen, kromosomreplikation och oxidativ fosforylering, eller som en tillfällig membranförstoring vid hög respiratorisk aktivitet. Numera anses den vanligen vara en artefakt skapad genom en kemisk fixeringsmetod vid preparering av prover för elektronmikroskopi.